# Baťův mrakodrap
Baťův mrakodrap nechal postavit Jan Antonín Baťa ve Zlíně podle projektu architekta Vladimíra Karfíka v letech 1936–1938 jako sídlo ředitelství obuvnické firmy Baťa. Budova má číslo 21, říká se jí proto „jednadvacítka“. Označení budov v Baťově závodě bylo podle amerického stylu, kdy číslo udává přesnou polohu budovy v areálu, neboť první číslice (tedy dvojka) označuje řadu budovy (počítáno od východu k západu) a druhé číslo (tedy jednička) představuje řadu budovy (číslováno od jihu k severu).
Původně měla být administrativa firmy soustředěna do tří navzájem propojených třípodlažních budov. Avšak architekt Karfík přišel s návrhem jedné výškové budovy a Jana Antonína Baťu pro svou představu získal.
Mrakodrap má 16 pater a výšku 77,5 m. Během výstavby se uplatnil standardní zlínský modul 6,15 × 6,15 m, který byl použit u většiny budov stavěných firmou Baťa.
Vzhledem k výšce stavby se jednalo o druhou nejvyšší moderní budovu Evropy. Vyšší v té době byl již jen palác Všeobecné bankovní jednoty v Antverpách známý jako Boerentoren, mající výšku 87 m (dnes 97 m). Nejvyšší budovou světa tehdy byla Empire State Building v New Yorku o výšce 381 m.

## Stavitelé

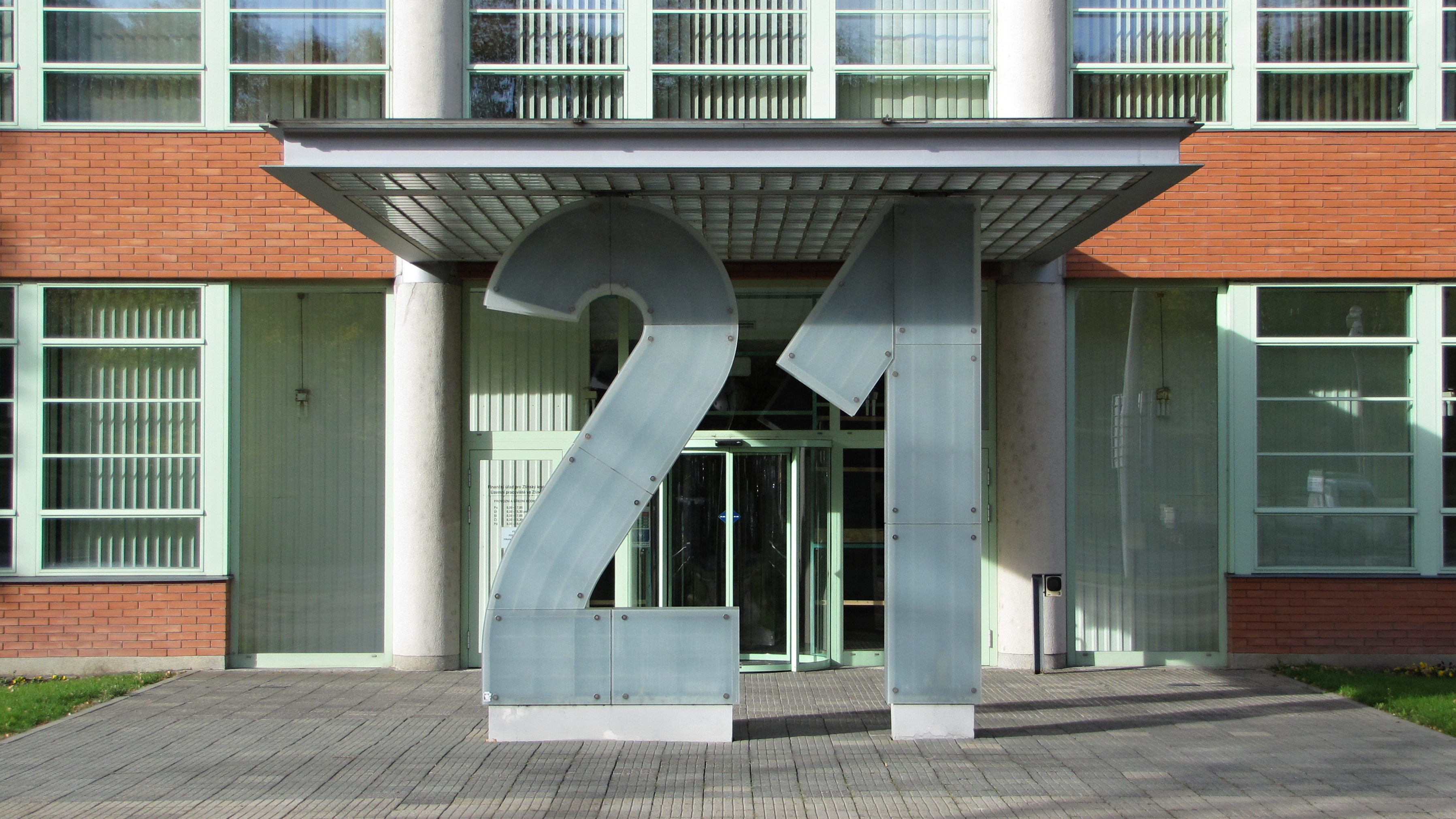
Číslo 21 před vchodem do krajského úřadu

Stavbu mrakodrapu navrhla, propočítala a také pod vedením stavitele Arnošta Sehnala provedla dceřiná společnost Baťova koncernu Zlínská stavební akciová společnost. Na projektu budovy se podíleli:
- Václav Zeman, který měl na starosti betonářské práce
- Alfons Hübner, jehož úkolem byly statické výpočty a projekt železobetonových konstrukcí
- Jan Vojta, jenž se zaměřil na vodoinstalace
- Josef Zavřel, který se věnoval elektroinstalacím
- Maxmilián John s kolektivem poradců měli na starosti vzduchotechniku

## Postup výstavby
Ve čtvrtek 28. května 1936 žádá firma Baťa okresní úřad ve Zlíně o stavební povolení pro 16 podlažní budovu na parcele číslo 1111/6 v katastrálním území Zlína. Protože však na území tehdejšího Československa neexistovaly předpisy pro stavbu tak vysokých budov, bylo nařízeno místní šetření. Při něm bylo doporučeno vydání stavebního povolení.
To bylo skutečně v pondělí 14. září téhož roku vydáno a okamžitě bylo započato se stavbou, a to výkopem základových pasů, které byly hotovy v dubnu roku 1937. Ještě ve stejném měsíci se začalo se stavbou železobetonového skeletu, a šestnáctá etáž je slavnostně dokončena již ve čtvrtek 16. září 1937. Technické vybavení budovy bylo vybudováno v letech 1938 a 1939.
Kolaudace byla zahájena v prosinci 1939, a podle fotografií dochovaných z roku 1940 je toho roku budova již plně v provozu.

## Náklady na stavbu
Celkové náklady činily 8 810 410 Kč. Do této částky nejsou započítány náklady na vybavení interiérů budovy, protože ty si jednotlivá oddělení platila sama.

## Popis budovy

### Rozměry a objemy
Celková zastavěná plocha budovou činí 1850 m2. Vlastní budova má délku 80 m a šířku 20 m. Podlaží mají celkovou plochu 30 000 m², avšak vlastní užitná plocha činí 24 000 m² (tedy 80 % celkové plochy podlaží). Celkový obestavěný prostor (kubatura) je 135 000 m³.
Během výstavby objektu bylo použito:
- 5 000 t cementu
- 10 000 m³ štěrku
- 1 200 t oceli
- 28 000 m² skla (pokryly by se jím tři čtvrtiny plochy Václavského náměstí)
- 15 000 000 l vody

Materiál byl na stavbu přivezen na celkem 3 800 vagónech.
Při stavbě suterénních podlaží bylo z výkopu vytěženo 8 400 m³ zeminy. Celková plocha omítek v budově činí 40 000 m².

### Výstavba
Nosným systémem mrakodrapu je železobetonový skelet s charakteristickými válcovými sloupy, které jsou spirálovitě armované, a dole jsou eliptické, aby optimálně roznášely horizontální zatížení. Střední pilíře mají v základech průměr 75 cm a každý z nich nese zatížení 500 t. Skelet budovy byl postaven za 160 dní; na jeho vytvoření se podílelo 40 dělníků:
- 10 betonářů
- 15 šalovačů
- 6 tesařů
- 5 kovářů
- 2 zedníci
- 2 mechanici se 4 jeřáby

Pro betonáž sloupů a stropů bylo použito standardní ocelové bednění. Betonové konstrukce včetně sloupů jsou omítnuty škrabanou omítkou.
Budova přes svou délku 80 m nemá průběžné dilatační spáry. Ty dělí pouze poslední dvě podlaží z důvodů tepelné roztažnosti. Obvodové zdivo je vyzděno z obyčejných plných cihel a obloženo cihelnými obkladačkami o rozměrech 6,5 × 30 cm.

## Stavební prvky budovy

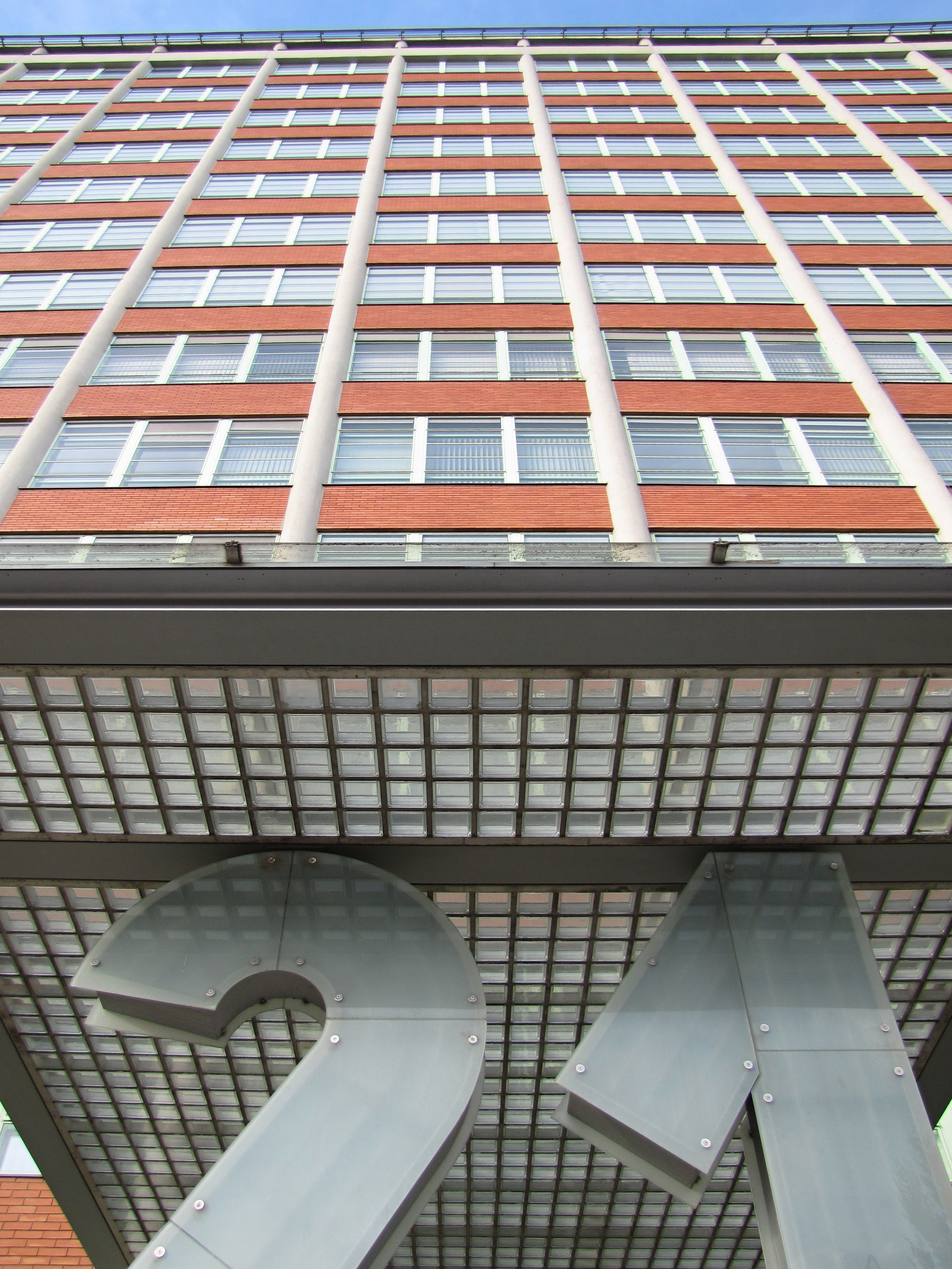
Jižní strana mrakodrapu

### Podlahy
Podlahy jsou bez násypu přímo na železobetonové konstrukci a obsahují (odshora) tyto skladebné vrstvy:
- gumový koberec značky Zlínolit o tloušťce 4 mm vyrobený ve Fatře Napajedla, který byl lepený po čtvercích o ploše 1 m²
- surová guma o tloušťce 2 mm (v reprezentačních prostorách je nahrazena pórovitou houbovitou gumou)
- lepidlo
- cementový potěr
- vyrovnávací betonová mazanina o tloušťce 30 mm

Ve výtahové hale a na schodištích bylo položeno různobarevné teraso, které bylo dělené několika proužky z mosazi.

### Okna
Okna jsou z oceli a jsou řešena jako dvojitá s vnitřní roletou. Není možné je otevřít. Jejich součástí je pouze úzký ventilační proužek nahoře a dole.

### Dělicí příčky
Dělicí příčky v interiéru budovy byly sestavovány z modulových dílů, a sice plných a prosklených. Pouze v osmé etáži, ředitelské a také například u výtahů, WC a umýváren, schodišť či strojoven, byly použity zděné příčky.

## Dispozice budovy
Suterén budovy obsahoval ústřední firemní archiv, strojovnu, elektrorozvodnu, dále sklady a dvě telefonní ústředny. Jedna telefonní ústředna byla automatická a sloužila k vnitřní komunikaci mezi 3 500 zaměstnanci. Druhá, ruční, byla určena pro meziměstské telefonní hovory.
V přízemí se nacházela rozsáhlá komunikační hala o rozměrech 24 × 6 m.
Na 1. až 14. podlaží jsou velkoprostorové kanceláře dimenzované pro 200 pracovníků na jedno patro. Osmé patro bylo vyhrazeno pro vedení firmy. Kanceláře zde měli ředitelé (v abecedním pořadí) Čipera, Hlavnička, Hoza, Hradil, Knap, Malota, Pokorný, Udržal a jiní.
Do 15. etáže byl situován sál pro konference nebo předvádění výrobků. O patro výš byla střešní vyhlídková zahrada s květinovými záhony a fontánou. Nejvyšší patro je jen nástavbou se strojovnou klimatizace, dílnami pro údržbáře a vodními rezervoáry.

## Vertikální komunikace

### Výtahy
Všechny vertikální komunikační cesty byly umístěny vně základního půdorysu budovy. Nalezneme zde 4 výtahy pro dopravu zaměstnanců (o celkové kapacitě 100 míst), provoz výtahů byl zajišťován obsluhou. Díky tolika výtahům bylo zajištěno, že kabinka výtahu přijede maximálně do 30 sekund od jejího přivolání. Jízdní rychlost výtahů byla 2 m/s. Poslední výtah, v blízkosti nákladního výtahu v severozápadním rohu budovy, byl expresní, rychlost až 3,2 m/s, a první zastávku měl až v 8. etáži. Další výtah, také expresní, byl určen návštěvníkům - obchodním partnerům firmy, a jezdil také rychlostí až 3,2 m/s. Tento výtah byl umístěn v jihovýchodním rohu objektu v sousedství jednoho ze tří schodišť.
Pohyb mezi dvěma sousedními patry zajišťoval páternoster s 31 kabinkami. V severozápadních partiích budovy se nachází nákladní výtah s kovovou klecí. Mrakodrap také obsahoval listovní a balíkový výtah s automatickým vyklápěním typu páternoster (podobnost s potrubní poštou) a dálnopis.
Zakomponován byl také shoz na smetí a papír, který v suterénu ústil do sběrače s přímým ukládáním na korbu nákladního automobilu a odvozem do spalovny podnikové elektrárny.

#### Kancelář Jana Antonína Bati
Technickou raritou budovy je výtahová kancelář ředitele firmy Jana Antonína Bati o rozměrech 6 × 6 metrů, která je elektricky klimatizována jednotkou umístěnou na stropě kanceláře (teplota v místnosti klimatizací kolísá v rozmezí 18 až 25 °C). Kancelář je dále vybavena samostatným signalizačním zařízením (včetně automatického elektrického požárního hlásiče a otevírání dveří), telefonem či umyvadlem s teplou i studenou vodou a odpadem. Výtah s kanceláří se pohyboval rychlostí 0,75 m/s.

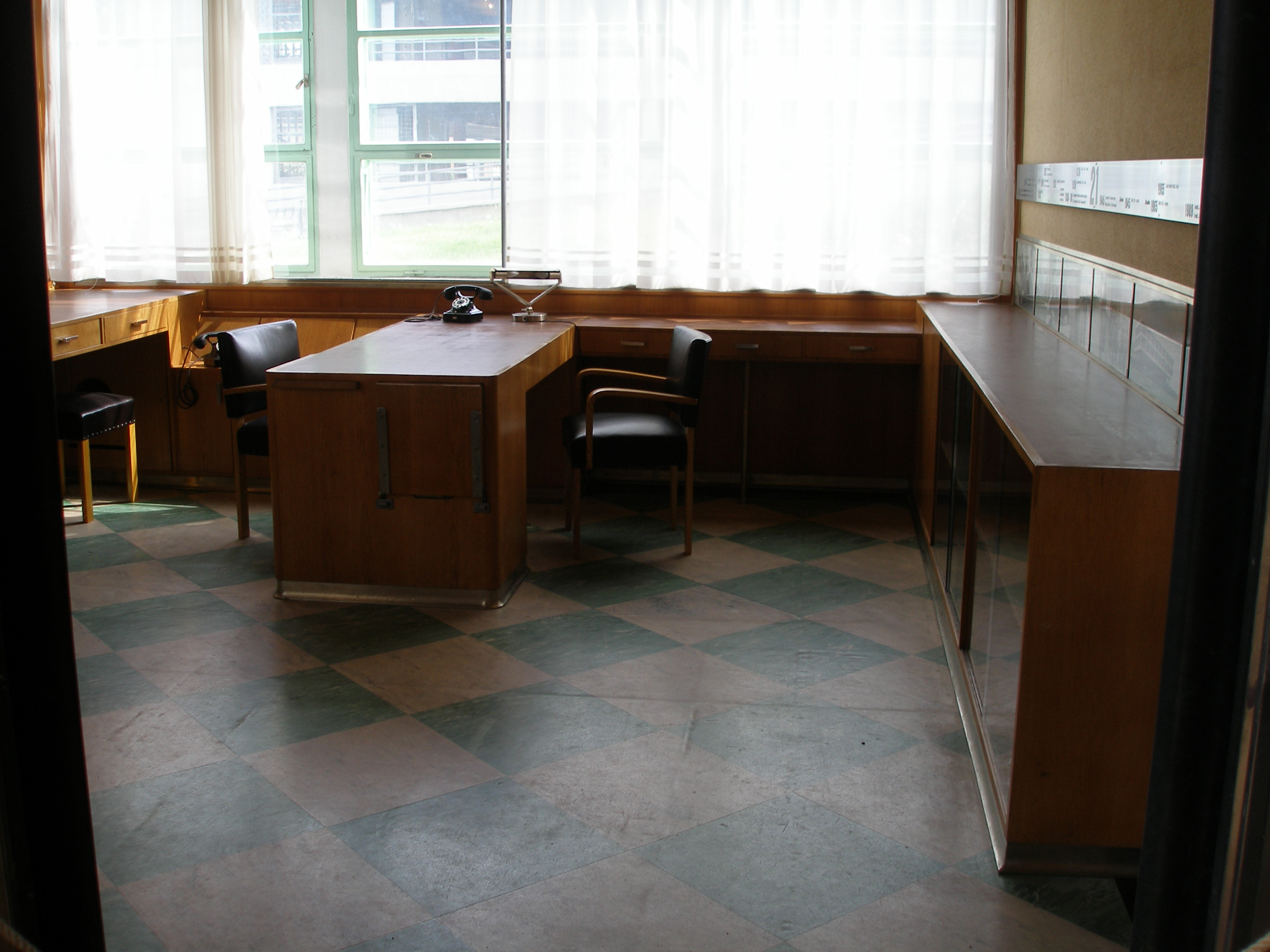
Baťova kancelář ve výtahu
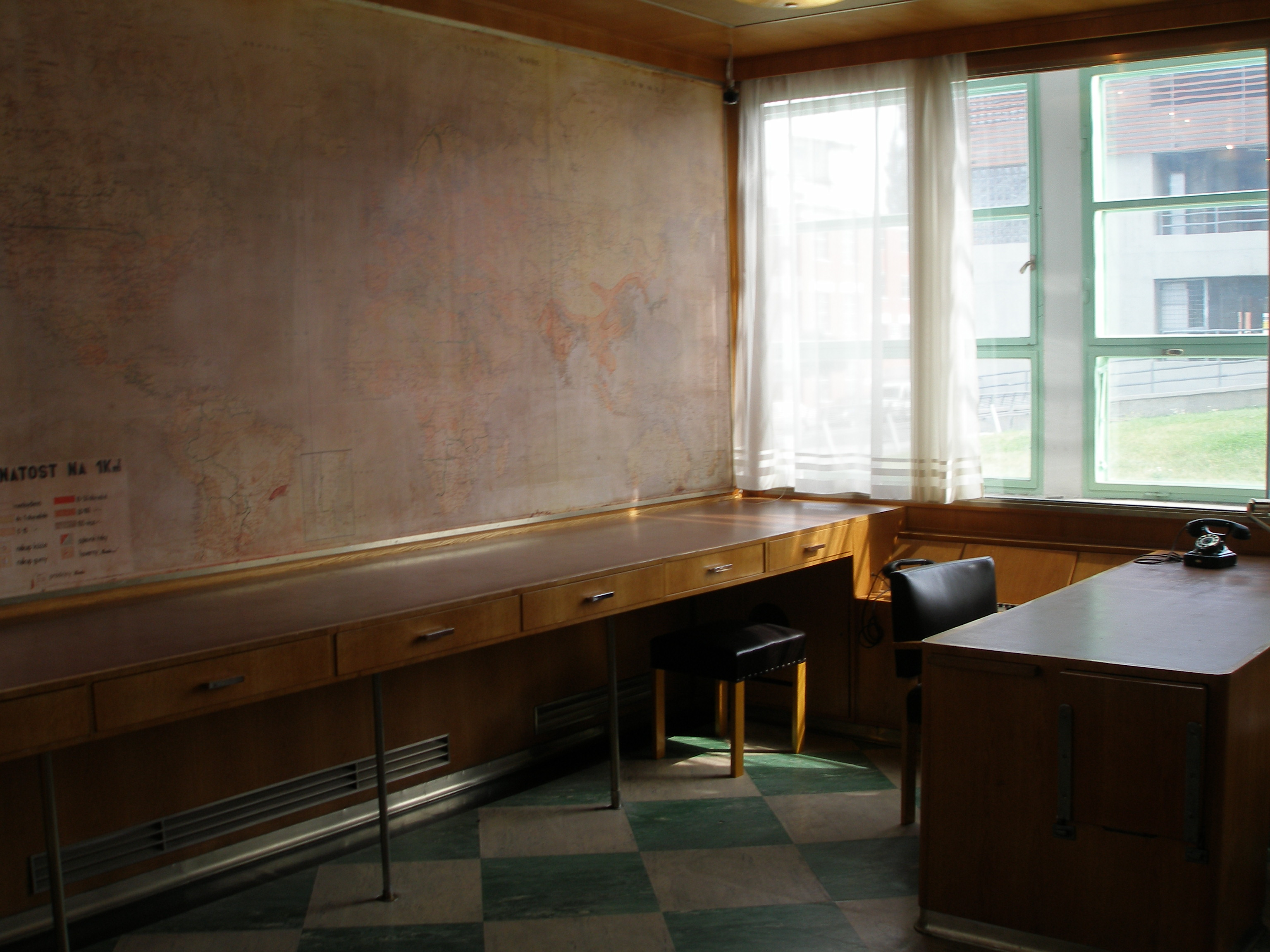
Baťova kancelář, v pozadí je na stěně mapa světa s pobočkami firmy Baťa
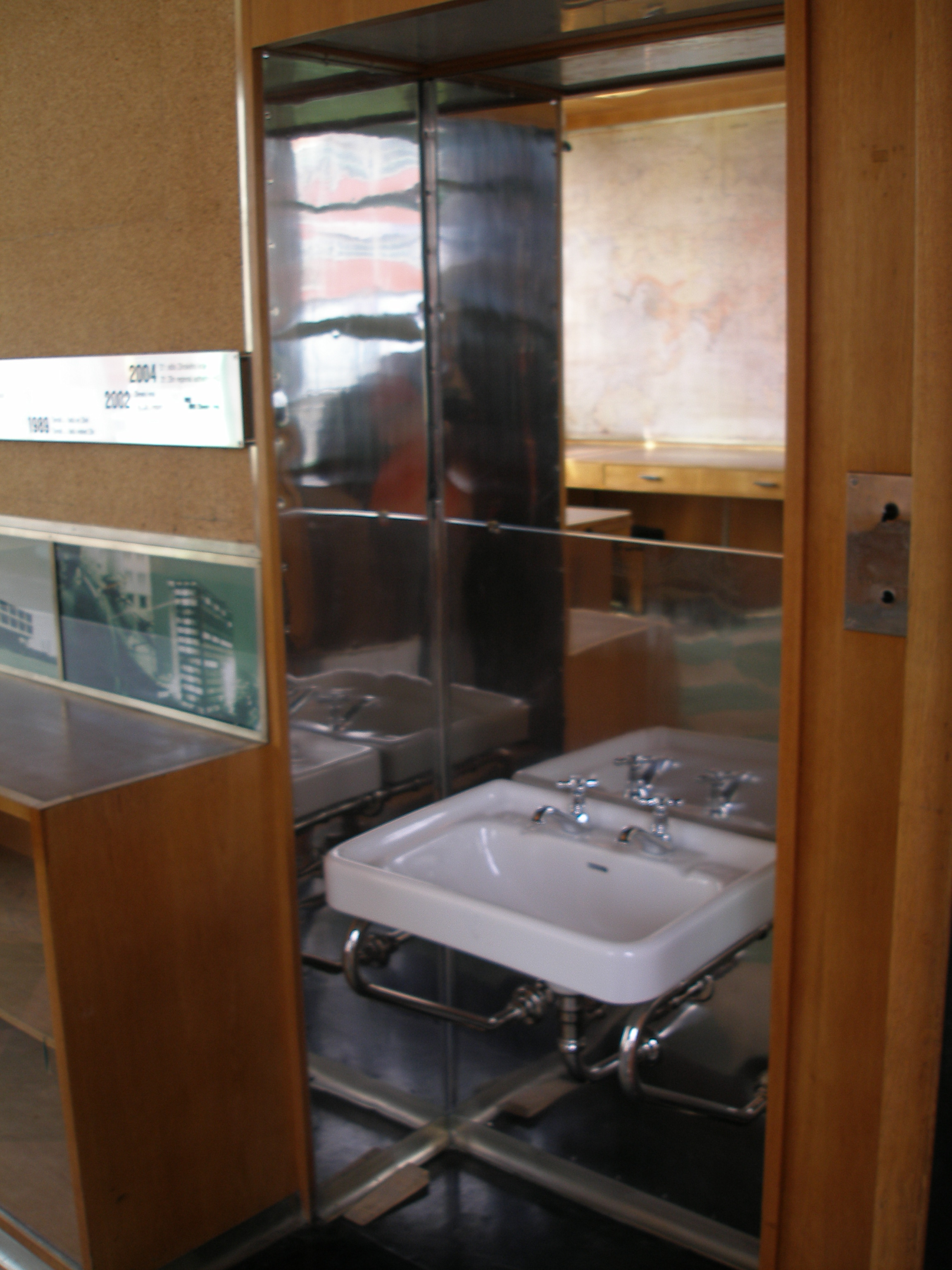
Umyvadlo v Baťově kanceláři

### Schodiště
V budově jsou celkem tři schodiště mající minimální možnou šířku. Schodiště mají 450 schodišťových stupňů, tedy o 70 více než má katedrála sv. Štěpána ve Vídni.

## Vytápění
Zvlášť pro jednotlivá patra a na sobě nezávisle se provádělo vytápění a klimatizace (systému Carrier) s možností úprav kvality vzduchu (jeho teploty, vlhkosti, množství nebo jakosti) pouze pro konkrétní patro. Navíc bylo pro dané patro možné klimatizaci vyřadit z provozu nebo větrat pouze filtrovaným vzduchem zvenčí bez použití vzduchu cirkulačního. Výhodou byla též jednoduchost obsluhy tohoto systému.
K vytápění a klimatizaci sloužila pro každé z pater samostatná strojovna se samočinnou regulací. Na horní straně parapetu byly navíc umístěny elektrické topné pásy (to z důvodu případného přitápění).
Celá budova byla napojena na tovární parovod.
Ohřev teplé užitkové vody a chlazení pitné vody pro fontánky, které byly umístěny na každém podlaží, byl centrální.

## Toalety
Pánské toalety byly v každém patře. Dámské toalety jen ve druhém a devátém podlaží.

## Elektroinstalace
Stoupačky elektroinstalace jsou situovány do průběžné vertikální šachty ústředního schodiště. Parapetními zdmi jsou vedeny rozvody světelné, motorové, telefonní a rozhlasové. Elektrické zásuvky jsou umístěny po každých 3 metrech, vypínače po každých 6 metrech, kdy jsou zalícovány s povrchem zdiva.

## Přesný čas
V suterénu budovy je vedle telefonní ústředny umístěna i hodinová ústředna. Hodiny v budově a celém areálu jsou tak pomocí důmyslné sítě kabelů synchronizovány na přesný čas. Ten byl udržován pomocí hlavních a záložních kyvadlových hodin, které automaticky převzaly funkci při poruše. Ústředna byla zálohována velkým akumulátorem v prostoru cca 6 x 6 m. Synchronizaci na "absolutně" přesný čas prováděla údržba ručně každé ráno pomocí časového znamení z rádia. Později bylo kyvadlo synchronizováno pomocí magnetu řízeného rádiovým vysíláním stanice OMA z Ústavu radiotechniky a elektroniky, kde byly a stále jsou cesiové atomové hodiny, ze kterých je odvozována časová stupnice pro ČR.

## Mytí oken
Aby bylo možné mýt velká okna, která nelze otevírat, byl na budovu připevněn pracovní - závěsný koš, jehož návrhu a realizace se ujaly firemní strojírny. Zavěšen byl ve výšce 67 m v kolejové dráze vedoucí okolo celé budovy. Do koše mohly nastoupit jedna nebo dvě osoby s pracovním náčiním. Nástup a nakládka či vykládka pracovních potřeb probíhá ze samostatné místnosti, kde kromě prostoru obsluhy je i sklad čisticích prostředků a barev. Pracovní koš se tam dostane po průjezdu vhodně nastavenou výhybkou v 15. etáži.
Koš se obsluhoval čtyřmi knoflíky (pro každý ze směrů – vzhůru/dolů nebo vlevo/vpravo – jeden knoflík). Navíc stiskem kombinací těchto knoflíků bylo možné dosáhnout pohybu diagonálního. Pro zamezení možných výkyvů koše (například při mytí oken) byl koš vybaven dvěma elektromagnety. Ty se obsluhovaly z koše a sloužily k přichycení k okennímu rámu.
Mytí všech oken s využitím závěsného koše je časově náročné, proto se častěji využívají výškoví pracovníci zavěšení na lanech.

## Osudy budovy
V listopadu 1944 byl Zlín bombardován, ale Baťův mrakodrap jako zázrakem unikl zkáze. Po ukončení 2. světové války byly Baťovy závody přejmenované na Svit, národní podnik, Gottwaldov – Zlín. Budova sloužila stále pro vedení podniku, administrativu, obchodní oddělení, ekonomiku a účetnictví, stavební a energetickou projekci, vývoj a výrobu nových modelů – vzorů jak pánské a dámské celokožené obuvi, tak gumové a plastové obuvi, nákupu surovin, prodeje obuvi a dalších důležitých odborů a oddělení zajišťující bezchybný provoz a součinnost celého podniku. Podnik zachoval a neustále vylepšoval původní jednotný systém řízení podniku Baťa i po přejmenování. Mimo hlavní provozy podniku - řízení výroby kožené, gumové, gumotextilní a plastové obuvi, součinnost zajišťovaly další provozy jako strojírny, opravárenský závod, energetický závod - teplárna a elektrárna, centrální trafostanice a kompresorovna, koželužny, po válce do 60 let punčochárny, tzv. dívčí a chlapecké internáty, podnikovou banku, výzkumný ústav, atd. Nevyhovující toalety byly upraveny tak, že v sudých etážích byly toalety pánské, v lichých etážích dámské.
Roku 1959 byl interiér poloviny přízemí budovy upraven pro umístění Muzea obuvi, vč. přístupné kanceláře Jana Antonína Bati - pojízdného výtahu udržovaného v původním stavu, včetně fungujícího telefonu, umyvadla - přívod a odpad vody. Muzeum obuvi v jedné části udržovalo původní historickou část Muzea, kde byly vystaveny historické modely obuvi z celého světa. V druhé části Muzea, se pro návštěvníky Muzea pravidelně dvakrát ročně obměňovaly vystavené aktuální (nabídkové a prodejní) vzory obuvi za nové, jak pro letní sezónu, tak pro zimní sezónu. Vystavovalo se zhruba na 1200 ks konkrétních modelů - vzorů obuvi. Nevystavovaly se celé páry, ale jen tzv. půlpáry obuvi (pravá nebo levá bota páru).
O rok později byla střešní terasa z větší části zastavěna objektem vzorkovny obuvi, hlavně pro jednání s obchodními partnery - obchodníky, přijíždějícími do podniku Svit z celého světa. Vzorkovna obuvi pro obchodní jednání byla od líce budovy odsazena ochozem pro návštěvníky podniku.
Během šedesátých let došlo k dobudování jižního vstupu do budovy (počítal s ním již původní architekt Karfík, soudě alespoň podle modelu mrakodrapu). Dobudování jižního vstupu bylo provedeno za pomoci markýzy, podepřené betonovou stěnou s plastikou (od J. Vlacha) a fontánou. Nápis – název budovy č. 21, byl proveden až po r. 2000. V tomto roce došlo také na rekonstrukci výtahů, dveří a některých dalších prvků v interiéru budovy. V roce 2000 také došlo k vyhlášení neoprávněného konkurzu na Svit a další závody soustředěné do skupiny Zlin group. Soud trval 10 let a rozhodl, že konkurz na Svit byl neoprávněný. Tím byla násilím ukončena po 106 letech činnost a využití mrakodrapu jako centra řízení výroby a prodeje obuvi původně firmy Baťa i jejího následníka podniku Svit ve Zlíně.

## Současnost

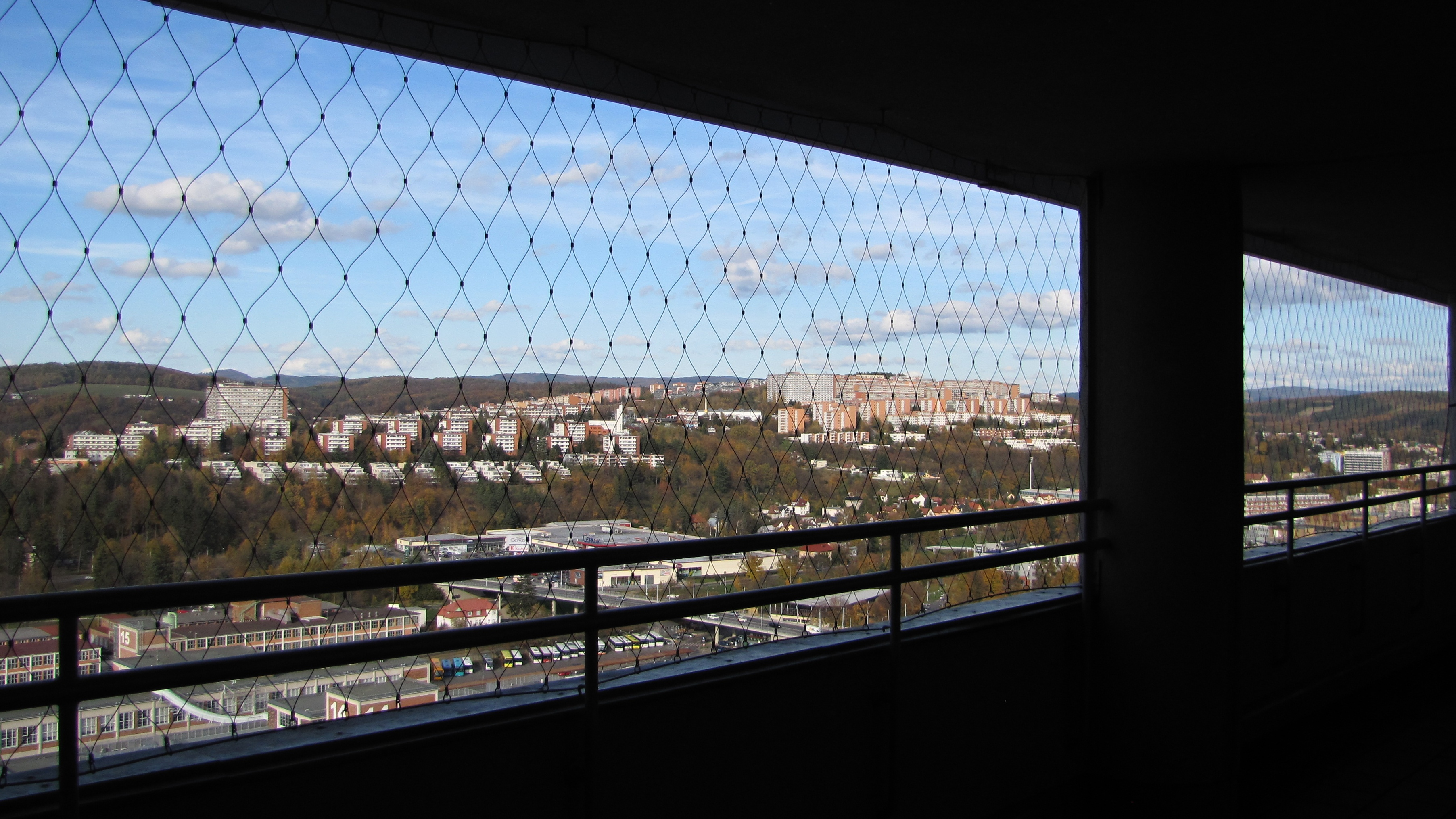
Vyhlídka v 16. patře

Po celkové rekonstrukci dokončené v roce 2004 za 630 milionů Kč je mrakodrap sídlem Krajského úřadu Zlínského kraje (jeho kanceláře jsou v 9. až 15. podlaží) a finančního úřadu (jeho kanceláře jsou ve 4. až 8. podlaží).
Ve spodních patrech budovy je restaurace a nachází se tu i prostory se stálou expozicí či plochy pro aktuální krátkodobé výstavy. Na terase budovy v nejvrchnějším patře je provozována kavárna a vyhlídková plošina.

## Ocenění
Stavba se stala kulturní památkou České republiky (je vedená pod číslem 1894).
Během výstavy Deset století architektury, která v roce 2000 proběhla v areálu Pražského hradu, byla budova zařazena mezi osm nejvýznamnějších památek české architektury 20. století.
Rekonstruovaná stavba získala prestižní hlavní cenu Grand prix obce architektů za rok 2004.